# Паруш Парушев (литератор)
Вижте пояснителната страница за други личности с името Паруш Парушев.
Паруш Желязков Парушев е български поет и учител.

## Биография
Паруш Парушев е роден през 24 януари 1947 г. в Сливен. Живее в Бургас до 1976 г., където завършва средно образование и публикува първите си стихове. Висше образование по специалността българска филология завършва във Великотърновския университет „Св. св. Кирил и Методий“ през 1971 г. Бил е редактор в педагогическия печат, завеждащ отдел „Култура“ на вестник „Народна младеж“, заместник главен редактор на вестниците „Учителско дело“ и „Пулс“, редактор в отдел „Поезия“ на издателство „Български писател“ и вестник „Български писател“. Член е на редакционната колегия на сп. „Пламък“.
От 1995 до 2010 година работи като преподавател по български език и литература във Втора английска гимназия „Томас Джеферсън“ в София.
Член е на Съюза на българските писатели.
Превеждан е на различни европейски езици. Негови творби редовно се включват в представителни антологии на българската поезия в България и в чужбина, съставител и редактор е на множество сборници с поезия, проза и критика.